# Tei pucios (monument al naturii)
Tei pucios (în ucraineană Липа дрібнолиста, transliterat: Lipa dribnolista este un monument al naturii de tip „botanic” de importanță locală din raionul Adâncata, regiunea Cernăuți (Ucraina), situat la vest de satul Petriceanca. Este administrat de „Silvicultura Storojineț”.
Suprafața ariei protejate constituie 3 hectare, fiind creată în anul 2006 prin decizia comitetului executiv regional. Statutul este atribuit pentru conservarea unei părți de pădure cu plantații de tei pucios, unic pentru Bucovina.